# Fjerde koalitionskrig
Den fjerde koalitionskrig var en krig mellem Den fjerde koalition (bestående af Preussen, Rusland, Sachsen, Sverige og Storbritannien) og Napoleons Første franske kejserrige. Krigen var en del af Napoleonskrigene og fandt sted i 1806–1807. Krigen sluttede med Freden i Tilsit i juli 1807 efter at Napoleons hære havde besejret den fjerde koalition.

## Koalitionen
Den fjerde Koalition bestod af Kongeriget Preussen, det Russiske Kejserrige, Det Forenede Kongerige Storbritannien og Irland, Kurfyrstendømmet Sachsen (indtil 11. december 1806), Sverige-Finland og Kongeriget Sicilien. 

## Napoleon og hans allierede
Koalitionens modstandere var kejser Napoleon 1. af Frankrig og de stater, som han kontrollerede, dvs. det Første franske kejserrige og vasalstaterne: Rhinforbundet (med Kongeriget Bayern, Kongeriget Württemberg og (fra 11. december 1806 også Kongeriget Sachsen)), De polske legioner (forløbere for Hertugdømmet Warszawa), Kongeriget Italien (1805-1814), Kongeriget Napoli, Kongeriget Etrurien, Kongeriget Holland, Spanien og Eidgenossenschaftet Schweiz. 

## Krigens forløb

### Forhistorie
Den 2. december 1805 sejrede Frankrig over Østrig og Rusland i Trekejserslaget (Slaget ved Austerlitz). 
Ved Freden i Pressburg den 26. december 1805 forpligtigede Østrig sig til at opløse Den tredje koalition (Østrigs alliance med Rusland, Storbritannien, Kongeriget Napoli, Kongeriget Sicilien, Kongeriget Portugal og Sverige-Finland.  
Imidlertid viste det sig hurtigt, at Rusland og Storbritannien ikke var parate til at slutte fred med Frankrig.
I Slaget ved Trafalgar, (hvor Horatio Nelson (kendt fra Slaget på Reden i 1801) faldt), den 21. oktober 1805 sejrede Storbritannien over Frankrig. Efter slaget indledte Frankrig og Storbritannien forhandlinger, som dog ikke førte til noget. 
Efter Slaget ved Austerlitz undertegnede Rusland og Frankrig fredspræliminærer i Paris. Men kejser Alexander 1. af Rusland nægtede at godkende dem, og han dannede "den fjerde koalition", hvor Rusland, Preussen, Storbritannien og Sverige-Finland blev de vigtigste deltagere. 
Da det var sket, forlangte Preussen, at Napoleon skulle rømme Tyskland, og at Rhinen skulde være grænse mellem Frankrig og Tyskland. 
Svaret var en ny krig.

### Slaget ved Jena
I begyndelsen af oktober 1806 havde Napoleon koncentreret den store armé mellem Bayreuth-Bamberg, og "i en bataljonsfirkant på 200.000 mand" rykkede han frem for at omgå preussernes venstre fløj. Den 14. oktober sejrede Napoleon slaget ved Jena over fyrst Frederik Ludvig af Hohenlohe, og samme dag slog Louis-Nicolas Davout preussernes hovedstyrke ved Auerstädt. Forfølgelsen begyndte 15. oktober, og den førte til, at den preussiske hær blev oprevet. Hamburg og Bremen besattes af franske tropper, og de engelske handelsvarer, der fandtes sammesteds, blev beslaglagt.
I slaget ved Jena faldt prins August Ferdinand af Preussen og hans adjudant Carl von Clausewitz i fransk fangenskab. 
Kurfyrsten af Sachsen, der havde sluttet sig til Preussen, indgik den 11. december en overenskomst med Napoleon, hvorved han trådte ind i Rhinforbundet med titel af konge. Napoleon, der den 27. oktober ankom til Berlin, udskrev en brandskat på 150 millioner daler, proskriberede fjendtlige familier og lod embedsmændene aflægge ed på, at de ville afholde sig fra al forbindelse med Frankrigs fjender.

### Kampe i Preussen og Polen
Russerne var imidlertid rykket frem med to hære: 55.000 mand under Levin August greve af Bennigsen, nåede Pultusk i november. 36.000 mand under Friedrich Wilhelm von Buxhoeveden, var noget længere tilbage. Desuden stod der et preussisk korps på 15.000 mand under Anton Wilhelm von L'Estocq ved Thorn.
Bennigsen besatte Warszawa. Napoleon ankom den 27. november til Polen og gik mod ham. Han gik tilbage, forenede sig med Buxhoeveden og optog kampen. Napoleon angreb den 26. december ved Pultusk og Golymin, men uden resultat. Dårlige veje, slet vejrlig og mangelfuld forplejning tvang ham til at gå bag Weichsel og Ukra med hovedkvarter i Warszawa. For at få afgangen erstattet udskrev han 80.000 mand.
Bennigsen samlede begge russiske hære under sin kommando og rykkede frem. Napoleon gik imod ham, og 8. februar 1807 kom det til det uafgjorte, men for Napoleon meget blodige slag ved Eylau. Tab tvang Napoleon til at tage stilling bag Passarge for at afvente forstærkning og dække belejringen af Danzig. For at erstatte tabene foretog kejseren en ny udskrivning på 80.000 mand. Danzig faldt 26. april. Napoleon greb så offensiven og sejrede 14. juni over Bennigsen ved Friedland.

### Freden i Tilsit
Underhandlingerne førte derefter til, at der blev sluttet en våbenstilstand i Tilsit, hvorefter Napoleon 24. og 25. juni havde en sammenkomst i samme by med kejser Alexander. Kongen af Preussen, der med sin familie var flygtet til Königsberg, blev indbudt til at deltage i forhandlingerne. Freden blev den 8. juli undertegnet med Rusland, og den 9. med Preussen.
"Af Hensyn til kejser Alexander" lod Napoleon den preussiske konge beholde en del af sine lande, så at Preussen fra 5570 kvadratmil med hen ved 10 millioner indbyggere kun blev reduceret til 2877 kvadratmil med hen ved 5 millioner. Danzig blev en fransk enklave, kongen af Sachsen fik storhertugdømmet Warszawa. 
Af Hannover, Braunschweig, Hessen-Kassel, Fulda og Paderborn dannedes Kongeriget Westfalen, der med Kassel som hovedstad blev givet til Napoleons broder Jérôme Bonaparte. 
Napoleon indvilgede i, at Rusland fratog Sverige Finland, og det var en indrømmelse til Kejser Alexander, at Polen ikke blev genoprettet. Det var dog først under den Den finske krig (1808 – 1809), at Rusland overtog Storfyrstendømmet Finland.